# MTVU
MTVU (anteriormente estilizado como MtvU e mtvU) é um canal estadunidense  de televisão a cabo, que é de propriedade da Paramount Music & Logo Group uma unidade da Paramount Media Networks divisão da Paramount Global. Além da distribuição no sistema de TV a cabo convencional, o canal está disponível para mais de 750 campi universitários nos Estados Unidos. Fornece uma alternativa mais forcalizada para a MTV e dá anunciantes e empresas de promoção de música acesso a telespectadores das faculdades e universidades, acesso que as universidades oferecem em uma tentativa de atrair os alunos para habitação no campus. Os videoclipes exibidos no canal consistem principalmente de clipes de indie rock, pop punk e hip hop.

## História
Proposta da MTV Networks para um canal como alvo os estudantes universitários provisoriamente chamado MTV University,
tornou-se público em fevereiro de 2002. De acordo com o The New York Times, o canal estava tentando competir com o Burly Bear Network, que era disponível para 450 campi e vinha atraindo cerca de um milhão de telespectadores por semana, juntamente com a College Television Network (CTN) e a participante mais recente na época Zilo. CTN começou como um empreendimento de
jukeboxes de vídeo instalados nos campi.
Sete meses mais tarde, depois de CTN ferida com problemas financeiros e como a National Lampoon tinha acabado de adquirir a extinta Burly Bear, a MTV Networks adquiriu CTN por US$ 15 milhões.
Em Fevereiro de 2008, a MTV Netwoks descontinua o VH1 Uno, um canal de música em espanhol escassamente visto, e substituindo-o pela MTVU, para ampliar a distribuição do canal por cabo tradicional.

## Programação
De acordo com seus materiais promocionais, a MTVU transmite conteúdo exclusivo dedicado a aspectos da vida universitária, incluindo a música, notícias e eventos no campus. O canal foi o primeiro da MTV Networks a transmitir todo o seu conteúdo online. Eventos no campus incluem a Campus Invasion tour, com bandas em ascensão, a GAME0Rz Ball tour, que traz novos video games para o campus, e Tailgate Tour, que oferece MTVU com uma presença em tailgates campus. Os programas da MTVU incluem Dean List, o mtvU Awards e o mtvU Spring Break.
A MTVU toca uma mistura de videoclipes com ênfase em artistas emergentes. A cada hora, atualizações de notícias da ABC News (anteriormente CBS News, mudou no final de 2006, depois da divisão da Viacom Original que resultou na Viacom atual e CBS Corporation), incluindo notícias internacionais e notícias relacionadas com a faculdade. Duas vezes por hora, a MTV News vai ao ar com noticias sobre temas como download de músicas e artistas musicais em promoção pela MTVU.
Além disso, vai ao ar na MTVU vários programas originais produzidos por e com estudantes universitários. The Freshmen possui três rotativas painelistas estudantis discutindo novos videoclipes e é apresentado por Kim Stolz; Stand-In traz celebridades e intelectuais em salas de aula da faculdade para ensinar por um dia, e já contou com pessoas tão diversas como laureados com o Nobel Elie Wiesel e Shimon Peres, Madonna, John McCain, Marilyn Manson e Jhumpa Lahiri. Ele também iniciou um site de rede social "Meet or Delete", junto com Hewlett Packard.

## Prêmios

### Woodie Awards
A MTVU transmite sua própria premiação anual, o Woodie Awards, que reconhece "a melhor música eleita pelos estudantes universitários". Entre os vencedores anteriores incluem em 2005 Death Cab for Cutie, Motion City Soundtrack e The Afters; em 2006 vencedores incluem Thirty Seconds to Mars, Plain White T's, mewithoutYou, The Subways e Gnarls Barkley. A cerimônia de 2006 também foi marcado pela briga de Elijah Wood e Scott do blog de música Stereogum com Jared Leto. A premiação de 2008 teve um enorme votação para Best Music On Campus award, onde The Bride Wore Black ganhou o prêmio e Chasing Arrows veio logo atrás. Os vencedores do Woodie Awards de 2008 incluem Paramore e There for Tomorrow. Os vencedores da edição de 2009 incluem Green Day, Kings of Leon, Matt & Kim, NeverShoutNever!, Tech N9ne e Hotel of the Laughing Tree.